# Карлос Ренато Фредерико
Карлос Ренато Фредерико (21. фебруар 1957) бивши је бразилски фудбалер.

## Каријера
Током каријере играо је за Сао Пауло, Ботафого и многе друге клубове.

## Репрезентација
За репрезентацију Бразила дебитовао је 1979. године, наступао и на Светском првенству 1982. године. За национални тим одиграо је 22 утакмице и постигао 3 гола.

## Статистика
| Бразил | Бразил | Бразил |
| Год.   | Ута.   | Гол.   |
| ------ | ------ | ------ |
| 1979   | 1      | 0      |
| 1980   | 6      | 0      |
| 1981   | 3      | 0      |
| 1982   | 2      | 1      |
| 1983   | 8      | 1      |
| 1984   | 0      | 0      |
| 1985   | 0      | 0      |
| 1986   | 0      | 0      |
| 1987   | 2      | 1      |
| Укупно | 22     | 3      |